# Pierre-Martin Perreaut
Pour les articles homonymes, voir Perreaut.
Pierre-Martin Perreaut, nom de plume de Léon Guillaumin, né le 23 février 1922 à Lessard-en-Bresse, mort le 4 janvier 2005 à Paris, est un écrivain français, auteur de romans policiers.

## Biographie
Après avoir travaillé dans la publicité, il publie en 1972 son premier roman, Trop, c'est trop. Pour ce roman policier, il est lauréat du prix du Quai des Orfèvres. Ce roman est le premier d'une série avec le personnage du commissaire Jean-Joseph Janiaut surnommé 3J en référence aux initiales de son nom.
Selon le Dictionnaire des littératures policières, « la trentaine de romans dans lesquels ce personnage apparaît sont de qualité très inégale. Certains critiques, comme Michel Lebrun jugeaient avec indulgence cette série, d'autres la vouaient aux gémonies ».

## Romans policiers: série3J
- Trop, c'est trop, Paris, Fayard (1972)

Les autres romans de la série sont parus dans la collection Spécial Police des éditions du Fleuve noir :
- Échec... et rapt, no 1107 (1974)
- "3J" en a ras le bol, no 1128 (1974)
- Je tue il, no 1154 (1974)
- Qui a tué la Joconde ?, no 1193 (1975)
- Meurtre en play-back, no 1203 (1975)
- Jours J pour "3J", no 1221 (1975)
- Etc... Etc., no 1246 (1976)
- Le métro, c'est trop !, no 1269 (1976)  (ISBN 2-265-00073-6)
- Causerie au coin du feu, no 1280 (1976)  (ISBN 2-265-00131-7)
- Dix de der pour "3J", no 1290 (1976)  (ISBN 2-265-00169-4)
- Chassé-croisé, no 1303 (1976)  (ISBN 2-265-00219-4)
- C'était écrit, no 1320 (1977)  (ISBN 2-265-00301-8)
- Entre deux morts..., no 1344 (1977)  (ISBN 2-265-00391-3)
- Pompe funèbre, no 1374 (1977)  (ISBN 2-265-00504-5)
- "3J" non-stop, no 1113807 (1977)  (ISBN 2-265-00529-0)
- L'Éternel Premier, no 1399 (1977)  (ISBN 2-265-00617-3)
- Y a un os, no 1415 (1977)  (ISBN 2-265-00680-7)
- Chassez le naturel..., no 1437 (1978)  (ISBN 2-265-00760-9)
- Sale tour pour "3J", no 1456 (1979)  (ISBN 2-265-00830-3)
- Prescription demain minuit, no 1491 (1979)  (ISBN 2-265-01005-7)
- Qui c'est ?,... C'est le plombier, no 1500 (1979)  (ISBN 2-265-01027-8)
- Le Jeu des 7-z-erreurs, no 1531 (1979)  (ISBN 2-265-01153-3)
- Le docteur est absent jusqu'au..., no 1564 (1980)  (ISBN 2-265-01285-8)
- Le Chat, le Bouleau et le Petit Martin, no 1580 (1980)  (ISBN 2-265-01337-4)
- L'Argent par les fenêtres, no 1586 (1980)  (ISBN 2-265-01385-4)
- Tel flair, tel flic, no 1657 (1981)  (ISBN 2-265-01670-5)

## Prix et distinctions
- Prix du Quai des Orfèvres 1972 pour Trop, c'est trop

## Sources
: document utilisé comme source pour la rédaction de cet article.
- Claude Mesplède (dir.), Dictionnaire des littératures policières, vol. 2 : J - Z, Nantes, Joseph K, coll. « Temps noir », 2007, 1086 p. (ISBN 978-2-910-68645-1, OCLC 315873361), p. 522.